# 中華民族致公黨
中華民族致公黨，簡稱致公黨，前称中國台灣致公黨，是中華民國的一个政黨，政黨編號98號。支持臺灣海峽兩岸關係和平發展，與中國大陸各黨派有較多交流。2018年11月，中華民族致公黨第一次參與中華民國地方公職人員選舉。
與中華人民共和國的中国致公党同樣起源自洪門致公堂。

## 歷史
中華民族致公黨的前身為洪門致公堂。2000年，洪門華台山山主王瑞陞在台灣成立中國台灣致公黨，任首任黨主席。2015年，陳柏光接任中國台灣致公黨黨主席。2017年12月16日，中國台灣致公黨改名中華民族致公黨。2022年10月16日，陳玉山接任第六屆黨主席。
- 2000年12月，開始籌備成立「致公黨」
- 2002年4月21日，「中國台灣致公黨」奉內政部核定成立，政黨編號98號，由王瑞陞擔任第一任黨主席。
- 2015年12月13日，於台北圓山大飯店舉行十五週年黨慶暨新任黨務幹部就職典禮，陳柏光接任黨主席
- 2016年5月27日至6月2日，第一期青年幹部研習營—北京
- 2016年9月24日至30日，第二期青年幹部研習營—北京
- 2016年12月2日至7日，第三期青年幹部研習營—北京
- 2016年12月18日，於台北圓山大飯店舉行致公黨建黨十六週年黨慶活動
- 2017年2月19日，於台中葳格國際會議中心舉辦丁酉年新春晚會（2000餘黨員代表出席）
- 2017年4月7日至13日，第四期青年幹部研習營—北京
- 2017年6月9日至11日，於貴州舉辦第三屆貴州省青年創新創業投資博覽會開幕式暨海峽兩岸（貴州）青年創新創業高峰論壇
- 2017年6月24日，中華民族致公文化總會成立
- 2017年9月3日，主席陳柏光率黨員百餘人於台北圓山忠烈祠祭拜革命先烈
- 2017年10月24至30日，台桂兩地青年創業交流團訪問廣西桂林
- 2017年11月7日至13日，第五期青年幹部研習營—福建
- 2017年11月26日，致公黨黨員代表大會於圓山飯店舉行
- 2017年12月2日至3日，於北投捷運會館舉辦黨務幹部研習營
- 2017年12月16日，於台北圓山飯店舉行十七週年黨慶並正式更名為「中華民族致公黨」
- 2017年12月21日至25日，第六期青年幹部研習營—遼寧
- 2018年1月27日至28日，於北投捷運會館舉辦第一期「致力為公青年參政研習營」，主席陳柏光親自主持始業式、結業式，並與來自全台參加的年輕學員暢談致公黨的願景與發展
- 2018年3月3日，台商黨部主委陳玉山於江蘇崑山舉辦台商黨部新春團拜活動
- 2018年3月29日，忠烈祠春祭活動，由倪國緯秘書長帶領黨內幹部一行參加
- 2018年3月31日至4月1日，於北投捷運會館舉辦第二期「致力為公青年參政研習營」
- 2018年3月26日至4月2日，第七期青年幹部研習營—湖南
- 2018年4月28日至29日，於北投捷運會館舉辦第三期「致力為公青年參政研習營」
- 2018年5月17日，中華民族致公文化總會台南分會成立
- 2018年5月19日，中華民族致公文化總會台中分會成立
- 2018年6月24日，中華民族致公文化總會桃園分會成立
- 2018年6月30日，中華民族致公黨第五屆第一次黨代會在圓山飯店舉行，陳柏光連任第五屆黨主席
- 2018年7月2日，中華民族致公文化總會金門分會成立
- 2018年8月6日，舉辦致公青年改變市政研習營
- 2018年8月23日，中華民族致公黨金門黨部成立大會
  - 2018年8月28日至9月3日，第八期青年幹部研習營—北京
  - 2018年8月30日，中華民族致公黨首次參選地方公職人員選舉，提名之議員參選人、鎮民代表參選人及里長參選人正式登記參選
- 2018年9月1日，主席陳柏光參加美國舊金山五洲洪門致公總堂170周年慶典
- 2018年9月3日，忠烈祠秋祭活動，由倪國緯秘書長帶領黨內幹部一行參加
- 2018年10月11日，本黨提名台北市中山/大同區議員候選人王鴻芸競選總部成立大會
- 2018年11月14日至20日，第九期青年幹部研習營—廈門
- 2018年11月24日，中華民族致公黨第一次參與台灣地方選舉，共有22名黨員當選民意代表
- 2018年12月20日，主席陳柏光召開「致力為公 國政建言」調查系列10「九二共識與未來兩岸關係發展的走向」民調記者會
- 2018年12月24日，於台北圓山飯店舉行中華民族致公黨建黨十八週年黨慶活動
- 2019年2月26日，於台北世貿三館舉辦新春團拜，3000餘黨員代表出席
- 2019年3月2日，台商黨部主委陳玉山於江蘇崑山舉辦台商黨部新春團拜活動
- 2019年3月12日，紀念國父孫中山先生逝世94週年，主席陳柏光率領幹部及黨員前往台北國父紀念館，向國父銅像致敬
- 2019年3月28日至4月3日，第十期青年幹部研習營—北京
- 2019年3月29日，忠烈祠春祭活動，主席陳柏光率黨員百餘人參加
- 2022年10月16日，陳玉山接任第六屆黨主席
- 2022年10月21日，陳玉山主席召開第六屆第一次中央委員會

## 黨組織
2000年台湾第一次政黨輪替後，政治風氣大為開放，成立政黨甚至比社團法人還容易，政黨紛紛創設，展現多元政治文化特性。曾經參與反清复明與国民大革命的洪門組織，也在此民主轉型過程中重新成立政黨。
历史上曾經存在的九個致公黨迄今只在台湾建立了四个不同派系的致公黨，包括：中國台灣致公黨（後改名為中華民族致公黨）、中國洪門致公黨、忠義致公黨、中華博愛致公黨等。
2002年王瑞陞創立中國台灣致公黨，並於2015年延請陳柏光擔任主席。陳柏光接任後為避免統獨爭議而能致力為公，曾經舉辦多次研討會與國政建言之民調發布系列，並延請諸多藍綠學者專家（包括：中國文化大學政治系楊泰順教授、東華大學民族事務發展學系施政峰、彰化師範大學公共事務與公民教育學系教授劉兆隆、中國文化大學新聞學系教授莊伯仲、國立海洋大學海法所教授謝立功、中國文化大學國家發展研究所教授趙建民...等人）提供政策建言。最終，在各界建議下於2017年11月26日召開黨員代表大會，修訂黨名與黨綱等，通過中華民族致公黨改名一案。
現中華民族致公黨設黨主席一人，由全體黨員以無記名投票單記法選舉出來。任期為每四年一次。中央最高執行機關為中央委員會；中央委員會產生中央常務委員會，由黨主席兼任中常會主席，現任主席為陳玉山、首席顧問為張善政。